# Elect the Dead
Elect the Dead é o álbum de estreia de Serj Tankian, vocalista, compositor e tecladista da banda System of a Down. Foi lançado em 22 de outubro de 2007. Tankian compôs e tocou a maior parte dos instrumentos no disco, mas também teve auxílio dos bateristas John Dolmayan e Bryan Mantia, além de Dan Monti na guitarra e baixo, a cantora de ópera Ani Maldjian, entre outros na seção de cordas do álbum. A faixa-bônus 'Blue' está presente na quarta fita demo do System of a Down, desta vez com baixo e bateria e com um minuto a mais, bem diferente da versão acústica de Serj.

## Faixas
Todas as letras escritas por Serj Tankian. 
| Edição regular |                                           |         |  |
| N.º            | Título                                    | Duração |  |
| 1.             | "Empty Walls"                             | 3:50    |  |
| 2.             | "The Unthinking Majority"                 | 3:49    |  |
| 3.             | "Money"                                   | 3:53    |  |
| 4.             | "Feed Us"                                 | 4:31    |  |
| 5.             | "Saving Us"                               | 4:41    |  |
| 6.             | "Sky Is Over"                             | 2:57    |  |
| 7.             | "Baby"                                    | 3:30    |  |
| 8.             | "Honking Antelope"                        | 3:50    |  |
| 9.             | "Lie Lie Lie"                             | 3:33    |  |
| 10.            | "Praise the Lord and Pass the Ammunition" | 4:23    |  |
| 11.            | "Beethoven's Cunt"                        | 3:13    |  |
| 12.            | "Elect the Dead"                          | 2:54    |  |
| Duração total: | Duração total:                            | 45:03   |  |

| Faixas bônus da edição Deluxe |                            |         |  |
| N.º                           | Título                     | Duração |  |
| 1.                            | "Blue"                     | 2:45    |  |
| 2.                            | "Falling Stars"            | 3:05    |  |
| 3.                            | "Lie Lie Lie" (Videoclipe) | 3:33    |  |
| 4.                            | "Empty Walls" (Acústico)   | 3:46    |  |
| 5.                            | "Feed Us" (Acústico)       | 4:21    |  |

| Faixas bônus da edição japonesa/iTunes |                     |         |  |
| N.º                                    | Título              | Duração |  |
| 1.                                     | "The Reverend King" | 2:49    |  |

## Videos
Há um clipe para cada música do álbum. Lista com as músicas e diretores do clipe:
| Título                                    | Diretor             |
| ----------------------------------------- | ------------------- |
| "Empty Walls"                             | Tony Petrossian     |
| "The Unthinking Majority"                 | Tawd B. Dorenfeld   |
| "Money"                                   | Ara Soudjian        |
| "Feed Us"                                 | Sevag Vrej          |
| "Saving Us"                               | Kevin Estrada       |
| "Sky is Over"                             | José Rivera         |
| "Baby"                                    | Isaac Flores        |
| "Honking Antelope"                        | Roger Kupelian      |
| "Lie Lie Lie"                             | Martha Colburn      |
| "Praise the Lord and Pass the Ammunition" | Greg Watermann      |
| "Beethoven's Cunt"                        | Adam Egypt Mortimer |
| "Elect the Dead"                          | Gariné Torossian    |